# Abraxas nigrovarleyata
Abraxas nigrovarleyata är en fjärilsart som beskrevs av Porritt 1920. Abraxas nigrovarleyata ingår i släktet Abraxas och familjen mätare. Inga underarter finns listade i Catalogue of Life.